# Acadêmicos de São Miguel
A Sociedade Beneficente Recreativa Cultural Escola de Samba Acadêmicos de São Miguel é uma escola de samba do carnaval de Uruguaiana.
A escola situa-se perto do Posto de Guarnição do Exército, na Rua Íris Ferrari Valls, bairro Nova Santana. Suas cores são o verde, vermelho, azul e amarelo tendo como símbolo uma Pomba Branca. A escola foi campeã do 2º grupo do carnaval de sua cidade em 2008 e garantiu o direito de desfilar no 1º grupo no ano seguinte. É uma escola nova.
Em 2009 levou para a avenida um enredo em exaltação à Umbanda e os cultos afro-brasileiros em geral.

## Segmentos

### Presidentes
| Nome            | Mandato | Ref.  |
| --------------- | ------- | ----- |
| Luciano Machado | ? - ?   | [ 1 ] |

### Presidentes de Honra
| Nome        | Mandato | Ref. |
| ----------- | ------- | ---- |
| Darci Serpa | ? - ?   |      |

### Diretores
| Ano  | Diretor de Carnaval | Diretor de harmonia | Mestre de bateria | Ref. |
| ---- | ------------------- | ------------------- | ----------------- | ---- |
| 2014 |                     |                     | Junior Pujol      |      |

### Coreógrafo
| Ano  | Nome           | Ref. |
| ---- | -------------- | ---- |
| 2014 | Renato da Rosa |      |

### Casal de Mestre-sala e Porta-bandeira
| Ano  | Nome                           | Ref. |
| ---- | ------------------------------ | ---- |
| 2014 | Gustavo Tiriri e Suelene Neves |      |

### Corte de Bateria
| Ano  | Rainha | Madrinha    | Ref. |
| ---- | ------ | ----------- | ---- |
| 2014 |        | Karla Alves |      |

## Carnavais
| Ano  | Colocação    | Grupo                       | Enredo                                                             | Carnavalesco    | Ref.          |
| ---- | ------------ | --------------------------- | ------------------------------------------------------------------ | --------------- | ------------- |
| 2008 | Campeã       | 2º (Segunda Divisão)        | Os Anjos Celestiais.                                               |                 | [ 3 ]         |
| 2009 | 6º lugar     | 1º (Primeira Divisão)       | Ilê de São Miguel exalta a Umbanda e o culto Afro-Brasileiro.      |                 | [ 4 ]         |
| 2010 | 7º lugar     | 1º (Primeira Divisão)       | Medicina Amor Pela Vida, a Receita é Cantar, Sambar e ter Alegria. |                 | [ 5 ]         |
| 2011 | 6º lugar     | 1º (Primeira Divisão)       | Sou Justiceiro e Grito por Liberdade.                              |                 | [ 6 ]         |
| 2012 | 7º lugar     | 1º (Primeira Divisão)       | Cabra da Peste Como Eu... Tudo Sonha, Tudo Pode                    |                 | [ 7 ]         |
| 2013 | Campeã       | Acesso (Segunda Divisão)    | Os Sonhos de Criança                                               |                 | [ 8 ]         |
| 2014 | 6º lugar     | Especial (Primeira Divisão) | Africanidade                                                       | Fabiano Almeida | [ 9 ]         |
| 2015 | 2º           | Acesso (Segunda Divisão)    |                                                                    |                 | [ 10 ]        |
| 2016 | Não desfilou | Não desfilou                | Não desfilou                                                       | Não desfilou    | Não desfilou  |
| 2017 | 3º lugar     | Grupo 2 (Terceira Divisão)  | Mãe África                                                         |                 | [ 12 ] [ 13 ] |

## Títulos
- Campeã do Grupo de Acesso (2° Grupo): 2008 e  2013